# Communauté de communes Sud-Roussillon
Die Communauté de communes Sud-Roussillon (inoffizielle Schreibweise: Communauté de communes Sud Roussillon) ist ein französischer Gemeindeverband mit der Rechtsform einer Communauté de communes im Département Pyrénées-Orientales in der Region Okzitanien. Sie wurde am 15. Dezember 1992 gegründet und umfasst sechs Gemeinden. Der Verwaltungssitz befindet sich im Ort Saint-Cyprien.

## Mitgliedsgemeinden
| Gemeinde                              | Einwohner 1. Januar 2022 | Fläche km² | Dichte Einw./km² | Code INSEE | Postleitzahl |
| ------------------------------------- | ------------------------ | ---------- | ---------------- | ---------- | ------------ |
| Alénya                                | 3.712                    | 5,34       | 695              | 66002      | 66200        |
| Corneilla-del-Vercol                  | 2.679                    | 5,43       | 493              | 66059      | 66200        |
| Latour-Bas-Elne                       | 3.224                    | 3,31       | 974              | 66094      | 66200        |
| Montescot                             | 1.595                    | 6,02       | 265              | 66114      | 66200        |
| Saint-Cyprien                         | 11.995                   | 15,80      | 759              | 66171      | 66750        |
| Théza                                 | 2.181                    | 4,83       | 452              | 66208      | 66200        |
| Communauté de communes Sud-Roussillon | 25.386                   | 40,73      | 623              | –          | –            |